# Май (компания)
«Май» — российская торговая компания, осуществляющая реализацию чая и растворимого кофе. Торговые марки продукции: «Richard», «Curtis», «Майский» (до 2003 — «Майский чай»), «Лисма», «Coffesso».
Штаб-квартира расположена в Москве. Основатель и генеральный директор компании — Игорь Лисиненко.
Основана в 1991 году, в том же году запущена торговая марка «Майский чай». По результатам исследования российского чайного рынка 1996 года марка стала одной из трёх самых узнаваемых.
С 1997 года компания поставляет кофе на российский рынок: под маркой «Майский кофе» начаты продажи бразильского лиофилизированного кофе и растворимого индийского кофе; выпущен первый в России кофе в пакетиках по технологии «три в одном». В 1998 году открыта первая в новой России собственная чаеразвесочная фабрика в подмосковном городе Фрязино, способная перерабатывать 25 тыс. тонн продукции в год. Инвестиции в производственный комплекс («Майкомплекс») составили $32 млн.
В 1998 и в 2000 годах «Майский чай» получил премию «Народная марка».